# Exochus pappi
Exochus pappi là một loài tò vò trong họ Ichneumonidae.